# Ардене
Ардене́ (фр. Ardenais) — коммуна во Франции, находится в регионе Центр. Департамент — Шер. Входит в состав кантона Шатле. Округ коммуны — Сент-Аман-Монтрон.
Код INSEE коммуны — 18010.

## География
Коммуна расположена приблизительно в 250 км к югу от Парижа, в 145 км южнее Орлеана, в 50 км к югу от Буржа.
Вдоль восточной границы коммуны протекает река Арнон.

## Население
Население коммуны на 2008 год составляло 201 человек.
| 1962 | 1968 | 1975 | 1982 | 1990 | 1999 | 2008 |
| ---- | ---- | ---- | ---- | ---- | ---- | ---- |
| 276  | 276  | 210  | 198  | 179  | 152  | 201  |

## Экономика
Основу экономики составляют лесное и сельское хозяйство.
В 2007 году среди 129 человек в трудоспособном возрасте (15-64 лет) 95 были экономически активными, 34 — неактивными (показатель активности — 73,6 %, в 1999 году было 77,6 %). Из 95 активных работали 80 человек (42 мужчины и 38 женщин), безработных было 15 (11 мужчин и 4 женщины). Среди 34 неактивных 6 человек были учениками или студентами, 11 — пенсионерами, 17 были неактивными по другим причинам.